# Гаррі Спенджер
Гаррі Спенджер (англ. Harry Spanjer нар. 9 січня 1873 — 16 липня 1958) — американський боксер, олімпійський чемпіон та срібний призер Олімпійських ігор 1904 року. 

## Аматорська кар'єра
Олімпійські ігри 1904

Легка вага
- Чвертьфінал. Переміг Кеннеса Джуїта (США)
- Півфінал. Переміг Рассела Ван Горна (США)
- Фінал. Переміг Джека Ігана (США)

Напівсередня вага
- Півфінал. Переміг Джозефа Лідона (США)
- Фінал. Програв Альберту Янгу (США)